# Horná Kráľová
Horná Kráľová é um município da Eslováquia, situado no distrito de Šaľa, na região de Nitra. Tem 19,12 km² de área e sua população em 2018 foi estimada em 1.875 habitantes.

## Demografia
| Ano:        | 1994 | 2004   | 2014   | 2024   |
| ----------- | ---- | ------ | ------ | ------ |
| Broj ljudi: | 1961 | 1853   | 1905   | 1871   |
| Razlika:    |      | -5,50% | +2,80% | -1,78% |

| Ano:               | 2023 | 2024   |
| ------------------ | ---- | ------ |
| Número de pessoas: | 1876 | 1871   |
| Diferença:         |      | -0,26% |